# ميخائيل سلاتر
ميخائيل سلاتر (21 فبراير 1970 بواجا واجا في أستراليا - ) (بالإنجليزية: Michael Slater)‏ هو كاتب سير ذاتية ولاعب كريكت أسترالي. شارك مع منتخب أستراليا الوطني للكريكت. أما مع النوادي، فقد لعب مع نادي مقاطعة ديربيشاير للكريكت ‏ وفريق جنوب ويلز الجديد للكريكت ‏.

## وصلات خارجية
- ميخائيل سلاتر على موقع إي آس بي آن كريك إنفو (الإنجليزية)